# 을유문화사
을유문화사는 대한민국의 출판사이다. 1945년 12월 1일 창립되었으며 사호(社號)는 1945년 을유년의 '을유(乙酉)'에서 본따왔다. 초대 설립자는 민병도, 정진숙, 윤석중, 조풍연 등이다.
1945년 12월 조국 광복(8.15)과 함께 민족문화에 대한 선양과 세계 인류문화에 대한 지향을 목적으로 설립되었고 1945년 을유년에 설립하였던 것을 기념하여 출판사 이름도 1945년 을유년에서 본따서 지었다.
초대 사장은 민병도이며 정진숙, 윤석중이 각각 전무와 주간을 맡았고 1946년 어린이 한글책을 간행하여 1947년 을유문고, 조선말 큰사전, 조선문화총서 등을 발간하였다. 본사는 서울 마포구 서교동에 있다. 현재는 창업자 정진숙씨의 아들 정무영씨와 손자 정상준씨가 공동 대표로 있다.
2024년 9월 X(SNS)에 12년 넘게 근속한 전직 디자이너가 대표실 바로 옆에 있는 탕비실에서 대표실 문이 열려 살짝 열려 있음에도 먼저 노크하며 들어가 살갑게 인사를 잘 하지 않고 그저 물만 조용히 떠 간다"라는 이유로 해고당했다는 폭로가 올라왔다. 이전에도 장기 근속자 임에도 불구하고 출산휴가 부분에서 부당한 처우를 받았다고 한다.

## 역대 사주

### 회장
- 정진숙(鄭鎭肅) 1992년 ~ 2008년

### 사장
- 민병도(閔丙燾) 1945년 12월 1일 ~ 1952년 10월
- 정진숙(鄭鎭肅) 1952년 10월 ~ 1992년
- 정지영(鄭芝泳) 2008년 ~ 2010년
- 정필영(鄭苾泳) 2011년 ~ 2011년 2월 21일
- 정무영(鄭茂泳) 2011년 2월 22일 ~ 현재 회장직 겸임(http://www.eulyoo.co.kr/member/introduce.html)
- 정상준 ~현재(공동대표) https://www.facebook.com/evansmeetsmiles

## 주요 도서
- 1945년
  - 창립
- 1946년
  - 『가정 글씨 체첩』
  - 『청록집』
  - 『지용시선』
  - 월간『소학생』
- 1947-57년
  - 『우리말 큰사전』
  - 한국문화총서
- 1948년
  - 『임꺽정』
  - 을유문고(-1988)
- 1950년
  - 『사랑 손님과 어머니』
- 1959년
  - 『한국사』(-1965)
  - 세계문학전집(-1975)
- 1962년
  - 『김약국의 딸들』
- 1963년
  - 『서양철학사』
  - 세계사상전집(-1983)
- 1966년
  - 『요재지이』
- 1969년
  - 세계소년교양독본
- 1974년
  - 한국중편소설문학전집
- 1975년
  - 한국대표수필문학전집
  - 을유소년문고
- 1977년
  - 한국대표여류문학전집
- 1979년
  - 해외걸작선
- 1980년
  - 을유신서
- 1982년
  - 서양문학이입사연구 시리즈
  - 영미어문학대계
- 1988년
  - 북으로 간 작가선집
- 1992년
  - 한무숙문학전집
- 2001년- 
  - 을유세계사상고전
- 2002년
  - 『국화와 칼』
  - 『이기적 유전자』
  - 『포지셔닝』
  - 『THE ONE PAGE PROPOSAL』
- 2003년
  - 『현대사회학』
  - 크로노스 총서(-2007)
- 2004년- 
  - 현대 예술의 거장
  - 을유작은책방
- 2005년
  - 『위대한 패배자』
  - 『21세기의 동양철학』
- 2006년
  - 『세계정치론』
  - 『위대한 영화』
- 2007년
  - 『삼국지 경영학』
  - 『사람에게서 구하라』
- 2008년- 
  - 을유세계문학전집
  - 『주역 강의』
- 2009년
  - 『러셀 서양 철학사』
  - 『고전 읽기의 즐거움』
- 2010년
  - 『장자』
- 2011년
  - 『만들어진 승리자들』
- 2012년
  - 『권오길의 괴짜 생물이야기』
  - 『블러디 머더』
- 2013년
  - 『서민의 기생충 열전』
  - 『매혹과 잔혹의 커피사』
- 2014년
  - 『삼국지 다음 이야기』
  - 『가트맨의 부부 감정 치유』
- 2015년
  - 『도시는 무엇으로 사는가』
  - 『테슬라 모터스』
- 2016년
  - 『몸은 기억한다』
  - 『아들러의 인간이해』
- 2017년
  - 『과학자의 생각법』
  - 『블록체인 혁명』

## 을유세계문학전집

### 의의
1959년부터 시작해 15년 이상의 공력을 들여 100권으로 완간된 <을유세계문학전집>을 계승하였다. 언어권별로 구성된 편집위원에 의한 기획과 진행, 전공자에 의한 새로운 번역과 감수, 한글세대에 맞는 편집과 구성, 그리고 문학에 대한 순수한 열정과 학문적 양성으로 현재 시대에 적합한 세계문학을 정수를 보여주고자 <을세계문학전집>을 새롭게 발간하였다.

### 편집위원단
| 김월회 | 서울대 중문과 교수               |
| 손영주 | 서울대 영문과 교수               |
| 신정환 | 한국외대 스페인어통번역학과 교수 |
| 최윤영 | 서울대 독문과 교수               |
| 박종소 | 서울대 노문과 교수               |

### 목록
| 번 호 | 도서명                                    | 저 자                    | 옮긴이         |
| ----- | ----------------------------------------- | ------------------------ | -------------- |
| 1     | 마의 산 (상)                              | 토마스 만                | 홍성광         |
| 2     | 마의 산 (하)                              | 토마스 만                | 홍성광         |
| 3     | 리어왕 ∙ 맥베스                           | 윌리엄 셰익스피어        | 이미영         |
| 4     | 골짜기의 백합                             | 오노레 발자크            | 정예영         |
| 5     | 로빈슨 크루소                             | 다니엘 디포              | 정예영         |
| 6     | 시인의 죽음                               | 다이허우잉               | 임우경         |
| 7     | 커플들, 행인들                            | 보토 슈트라우스          | 정항균         |
| 8     | 천사의 음부                               | 마누엘 푸익              | 송병선         |
| 9     | 어둠의 심연                               | 조셉 콘라드              | 이석구         |
| 10    | 도화선                                    | 공상임                   | 이정재         |
| 11    | 휘페리온                                  | 프리드리히 휠덜린        | 장영태         |
| 12    | 루쉰 소설 전집                            | 루쉰                     | 김시준         |
| 13    | 꿈                                        | 에밀 졸라                | 최애영         |
| 14    | 라이겐                                    | 아르투어 슈니출러        | 홍진호         |
| 15    | 로르카 시선집                             | 페데리코 가르시아 로르카 | 민용태         |
| 16    | 소송                                      | 프란츠 카프카            | 이재황         |
| 17    | 아메리카의 나치문학                       | 로베르토 볼라뇨          | 김현균         |
| 18    | 빌헬름 텔                                 | 프리드리히 폰 실러       | 이재영         |
| 19    | 아우스터리츠                              | WG제발트                 | 안미현         |
| 20    | 요양객                                    | 헤르만 헤세              | 김현진         |
| 21    | 워싱턴스퀘어                              | 헨리 제임스              | 유명숙         |
| 22    | 개인적인 체험                             | 오에 겐자부로            | 서은혜         |
| 23    | 사형장으로의 초대                         | 블라디미르 나보코프      | 박혜경         |
| 24    | 좁은문전원교향곡                          | 앙드레 지드              | 이동렬         |
| 25    | 예브게니 오네긴                           | 알렌산드르 푸슈킨        | 김진영         |
| 26    | 그라알이야기                              | 크레티앵 드 트루아       | 조애리         |
| 27    | 유림외사 (상)                             | 오경재                   | 홍상훈         |
| 28    | 유림외사 (하)                             | 오경재                   | 홍상훈         |
| 29    | 폴란드기병 (상)                           | 안토니오 뮤뇨스 몰리나   | 권미선         |
| 30    | 폴란드기병 (하)                           | 안토니오 뮤뇨스 몰리나   | 권미선         |
| 31    | 라셀레스티나                              | 페르난도 데 로하스       | 안영옥         |
| 32    | 고리오 영감                               | 오노레 드 발자크         | 이동렬         |
| 33    | 키재기 외                                 | 히구치 이치요            | 임경화         |
| 34    | 돈후안                                    | 티르소 데 몰리나         | 전기순         |
| 35    | 젊은 베르터의 고통                        | 요한 볼프강 폰 괴테      | 정현규         |
| 36    | 모스크바발 페투슈키행 열차                | 베네딕트 예로페예프      | 박종소         |
| 37    | 죽은혼                                    | 니콜라이 고골            | 이경완         |
| 38    | 워더링 하이츠                             | 에밀리 브론테            | 유명숙         |
| 39    | 이즈의 무희∙천마리 학∙호수                | 가와바타 야스나리        | 신인섭         |
| 40    | 주홍글자                                  | 너새니얼 호손            | 양석원         |
| 41    | 젊은 의사의 수기∙모르핀                   | 미하일 볼카코프          | 이병훈         |
| 42    | 오이디프스 왕 외                          | 소포클레스               | 김기영         |
| 43    | 야쿠비안 빌딩                             | 알라 알아스와니          | 김능우         |
| 44    | 식 3부작                                  | 마오둔                   | 심혜영         |
| 45    | 엿보는 자                                 | 알랭 로보그리예          | 최애영         |
| 46    | 무사시노 외                               | 구니키다 돗포            | 김영식         |
| 47    | 위대한 개츠비                             | 스콧 피츠제럴드          | 김태우         |
| 48    | 1984년                                    | 조지 오웰                | 권진아         |
| 49    | 저주받은 안뜰 외                          | 이보 안드리치            | 김지향         |
| 50    | 대통령 각하                               | 미겔 앙헬 아스투리아스   | 송상기         |
| 51    | 신사 트리스트럼 섄디의 인생과 생각 이야기 | 로렌스 스턴              | 김정희         |
| 52    | 베를린 알렉산더 광장                      | 알프레트 되블린          | 권혁준         |
| 53    | 체호프 희곡선                             | 안톤 체호프              | 박현섭         |
| 54    | 서푼짜리 오페라∙남자는 남자다             | 베르톨트 브레히트        | 김길웅         |
| 55    | 죄와 벌 (상)                              | 표도르 도스토예프스키    | 김희숙         |
| 56    | 죄와 벌 (하)                              | 표도르 도스토예프스키    | 김희숙         |
| 57    | 체벤구르                                  | 안드레이 플라토노프      | 윤영순         |
| 58    | 이력서들                                  | 알렉산더 클루게          | 이호성         |
| 59    | 플라테로와 나                             | 후안 히메네스            | 박채연         |
| 60    | 오만과 편견                               | 제인 오스틴              | 조선정         |
| 61    | 브루노 슐츠 작품집                        | 브루노 슐츠              | 정보라         |
| 62    | 송사삼백수                                | 주조모                   | 김지현         |
| 63    | 팡세                                      | 블레즈 파스칼            | 현미애         |
| 64    | 제인에어                                  | 샬롯 브론테              | 조애리         |
| 65    | 데미안                                    | 헤르만 헤세              | 이영임         |
| 66    | 에다 이야기                               | 스노리 스툴루손          | 이민용         |
| 67    | 프랑켄슈타인                              | 메리 셸리                | 한애경         |
| 68    | 문명소사                                  | 이보가                   | 백승도         |
| 69    | 우리 짜르의 사람들                        | 류드밀라 울리츠카야      | 박종소         |
| 70    | 사랑에 빠진 여인들                        | 데이비드 허버트 로렌스   | 손영주         |
| 71    | 시카고                                    | 알라 알아스와니          | 김능우         |
| 72    | 변신∙선고 외                              | 프란츠 카프카            | 김태환         |
| 73    | 노생거 사원                               | 제인 오스틴              | 조선정         |
| 74    | 파우스트                                  | 요한 볼프강 폰 괴테      | 장희창         |
| 75    | 러시아의 밤                               | 블라지미르 오도예프스키  | 김희숙         |
| 76    | 콜리마이야기                              | 바를람 샬라모프          | 이종진         |
| 77    | 오레스테이아 3부작                        | 아이스퀼로스             | 김기영         |
| 78    | 원잡극선                                  | 관한경 외                | 김우석, 홍영림 |
| 79    | 안전 통행증, 사람들과 상황                | 보리스 파스테르나크      | 임혜영         |

## 을유세계사상고전

### 의의
현대 사회의 구조가 갈수록 복잡 다단해지면서 존재의 근본과 가치에 대한 재인식의 당위성이 날로 중요해지고 있다. <을유세계사상고전> 시리즈는 철학, 미학, 문학, 종교를 아울러 수세기에 걸쳐 인간의 정신과 사유를 지배해 온 세계의 사상고전을 선정하여, 그 속에 자연의 이치를 깨닫고 우리가 나아갈 좌표를 찾고자 국내 권위자들의 연구 성과를 중심으로 집대성한 기획물이다. 이 시리즈를 통해 세월의 무게 속에서도 녹슬지 않는 시대정신과 보물 같은 삶의 지혜를 발견하게 될 것이다.

### 목록
| 번 호 | 도서명                       | 저 자                | 옮긴이                         |
| ----- | ---------------------------- | -------------------- | ------------------------------ |
| 1     | 논어                         | 공자                 | 박종연                         |
| 2     | 대동서                       | 강유위               | 이성애                         |
| 3     | 노자                         | 노자                 | 최재목                         |
| 4     | 맹자                         | 맹자                 | 우재호                         |
| 5     | 고문진보(전집)               | 황견                 | 이장우, 우재호, 장세후, 박세욱 |
| 6     | 고문진보(후집)               | 황견                 | 이장우, 우재호, 장세후, 박세욱 |
| 7     | 대학∙중용                    |                      | 이세동                         |
| 8     | 순자                         | 순자                 | 김학주                         |
| 9     | 장자(내편)                   | 장자                 | 김창완                         |
| 10    | 장자(외편)                   | 장자                 | 김창완                         |
| 11    | 장자(잡편)                   | 장자                 | 김창완                         |
| 12    | 주역(상)                     |                      | 정병석                         |
| 13    | 주역(하)                     |                      | 정병석                         |
| 14    | 춘추좌전(상)                 | 좌구명               | 장세후                         |
| 15    | 춘추좌전(중)                 | 좌구명               | 장세후                         |
| 16    | 춘추좌전(하)                 | 좌구명               | 장세후                         |
| 17    | 황금가지1                    | 제임스 조지 프레이저 | 박규태                         |
| 18    | 황금가지2                    | 제임스 조지 프레이저 | 박규태                         |
| 19    | 군주론                       | 니콜로 마키아벨리    | 신복룡                         |
| 20    | 유토피아                     | 토머스 모어          | 주경철                         |
| 22    | 우파니샤드                   |                      | 임근동                         |
| 23    | 의지와 표상으로서의 세계     | 아르투어 쇼펜하우어  | 홍성광                         |
| 24    | 쇼펜하우어의 행복론과 인생론 | 아르투어 쇼펜하우어  | 홍성광                         |